# باول موريس
باول موريس هو لاعب هوكي الجليد كندي، ولد في 30 يناير 1967 في سو ساينت ماري في كندا.

## وصلات خارجية
- باول موريس على موقع دوري الهوكي الوطني (الإنجليزية)
- باول موريس على موقع EliteProspects.com (الإنجليزية)
- باول موريس على موقع HockeyDB.com (الإنجليزية)